# Císařovna Sia (Čeng-te)
Císařovna Sia (čínsky v českém přepisu Sia chuang-chou, pchin-jinem Xià huánghòu, znaky 夏皇后; 1492–1535), zkrácené posmrtné jméno císařovna Siao-ťing-i (čínsky v českém přepisu Siao-ťing-i chuang-chou, pchin-jinem Xiàojìngyì huánghòu, znaky zjednodušené 孝静毅皇后, tradiční 孝静毅皇后), příjmení Sia (čínsky pchin-jinem Xià, znaky 夏), byla mingská císařovna, manželka Čeng-tea, císaře čínské říše Ming.

## Život
Císařovna Sia (夏) se narodila roku 1492, pocházela z okresu Šang-jüan (上元, dnes součást Nankingu).
Roku 1506 se stala první manželkou a císařovnou Čeng-teho, desátého císaře čínské říše Ming. Neměla žádné děti; kvůli bezdětnosti Čeng-teho po jeho smrti roku 1521 nastoupil na trůn jeho bratranec Ču Chou-cchung (známý jako císař Ťia-ťing).
Po smrti Čeng-teho obdržela titul císařovny Čuang-su (莊肅皇后). Zemřela roku 1535. Dostala posmrtné jméno císařovna Siao-ťing čuang-chuej an-su i (孝静莊惠安肅毅皇后), zkráceně císařovna Siao-ťing-i. Bylo kratší než u jiných císařoven, ale už roku 1536 ho císař Ťia-ťing prodloužil na obvyklou délku, znělo pak císařovna Siao-ťing čuang-chuej an-su wen-čcheng šun-tchien sie-šeng i (孝静莊惠安肅温誠順天偕聖毅皇后).